# Microbiocenoză
Microbiocenoza reprezintă totalitatea microorganismelor dintr-o biocenoză. Acestea sunt descompunători și reprezintă ultima verigă a lanțului trofic, având menirea de a transforma substanțele organice în cele anorganice.
În medicină se fac referiri la microbiocenoza cavității bucale, microbiocenoza nazală microbiocenoza cutanată, microbiocenoza normală intestinală etc.
Microbiocenoza, denumită și comunitate microbiană, reprezintă asociații microbiene ce populează un biotop.